# Tahar Chaïbi
  Tahar Chaïbi  (àrab: الطاهر الشايبي)  (Tunis, 17 de febrer de 1946 - 29 d'abril de 2014) fou un futbolista tunisià de la dècada de 1960.
Fou internacional amb la selecció de Tunisia. Pel que fa a clubs, destacà a Club Africain.